# 7308 Hattori
7308 Hattori (1995 BQ4) là một tiểu hành tinh vành đai chính được phát hiện ngày 31 tháng 1 năm 1995 bởi Shimizu, Y., Urata, T. ở Nachi-Katsuura.